# Асака (Япония)
Асака (яп. 朝霞市 Асака-си) — город в Японии, находящийся в префектуре Сайтама. Площадь города составляет 18,38 км², население — 133 023 человека (1 августа 2014), плотность населения — 7237,38 чел./км².

## Географическое положение
Город расположен на острове Хонсю в префектуре Сайтама региона Канто. С ним граничат города Сайтама, Сики, Тода, Ниидза, Вако.

## Население
Население города составляет 133 023 человека (1 августа 2014), а плотность — 7237,38 чел./км². Изменение численности населения с 1980 по 2005 годы:
| 1980 | 90 088 чел.  |  |
| 1985 | 94 431 чел.  |  |
| 1990 | 103 617 чел. |  |
| 1995 | 110 789 чел. |  |
| 2000 | 119 712 чел. |  |
| 2005 | 124 393 чел. |  |

## Символика
Деревом города считается Zelkova serrata, цветком — рододендрон.